# Tumulo di Krakus

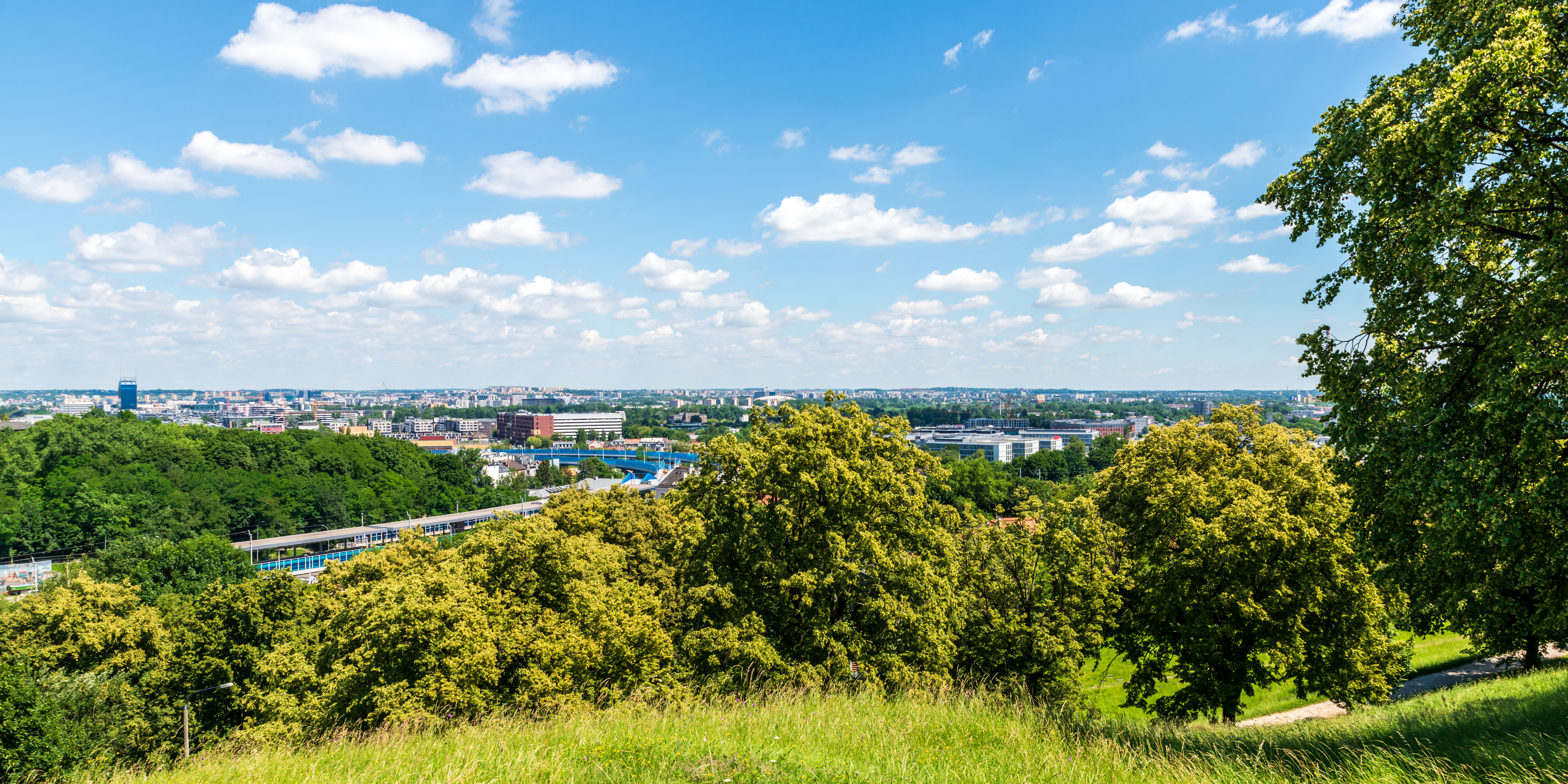
Vista di Cracovia dal tumulo di Krakus

Il tumulo di Krakus o tumulo di Krak (in polacco Kopiec Krakusa) è un tumulo situato nel quartiere Podgórze di Cracovia in Polonia; secondo la leggenda è il luogo di sepoltura del re Krakus, il mitico fondatore della città. Si trova sulla collina Lasota, a circa 3 chilometri (2 mi) a sud del centro storico di Cracovia, ad un'altitudine di 271 metri (889 ft), con un diametro alla base di 60 m (197 ft) e un'altezza di 16 m (52 ft). Insieme al vicino tumulo di Wanda, è uno dei due tumuli preistorici di Cracovia, nonché la più antica struttura artificiale di Cracovia.
Nelle vicinanze si trovano due moderni tumuli artificiali, il tumulo di Kościuszko, costruito nel 1823, e il tumulo di Piłsudski, completato nel 1937. Questi quattro costituiscono i quattro tumuli commemorativi di Cracovia.

## Storia

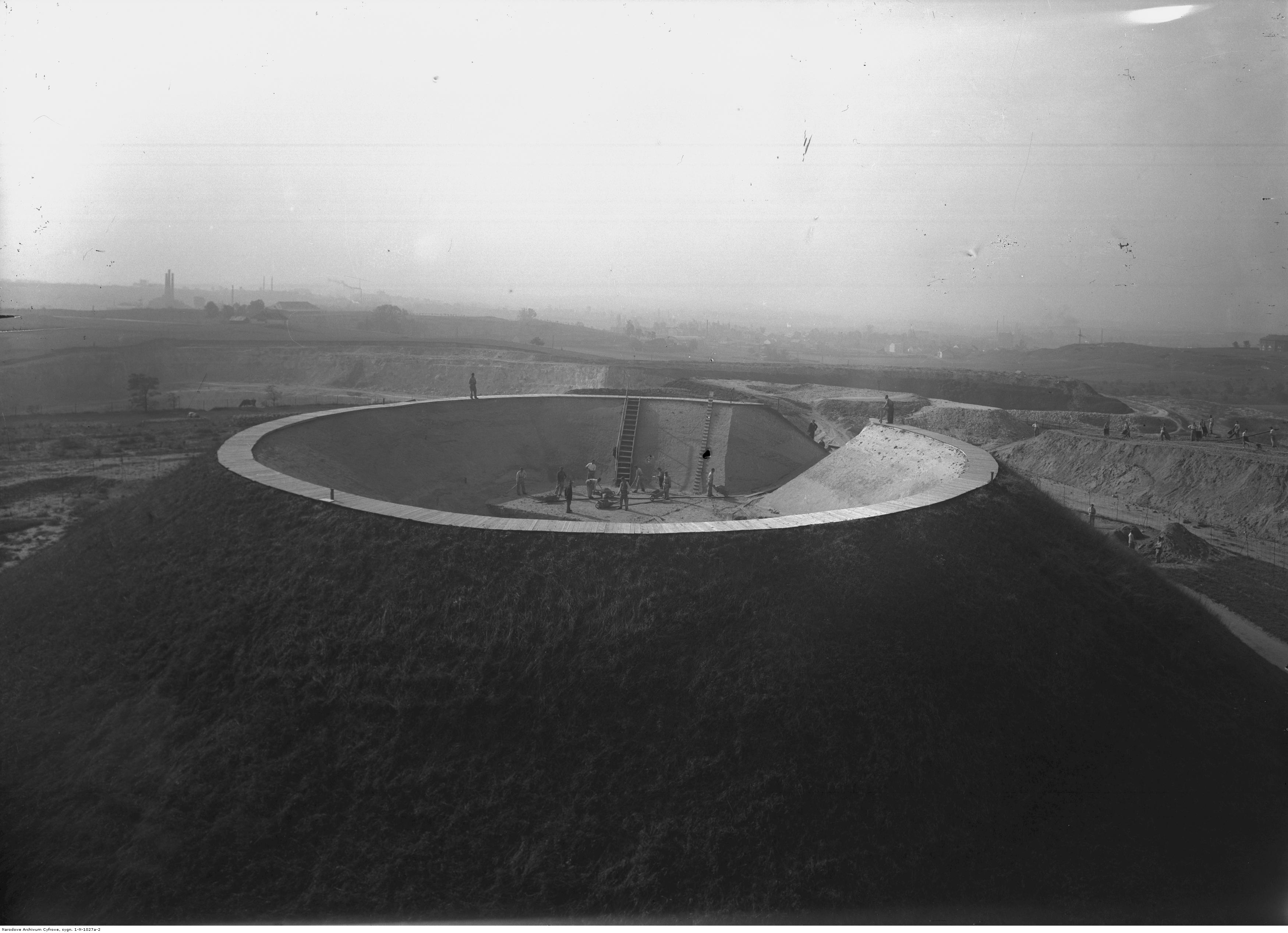
Scavi del tumulo di Krakus negli anni '30

L'età e lo scopo originale del tumulo rimangono un mistero, anche se ai tumuli sono stati attribuiti scopi religiosi e commemorativi. Gli scavi condotti a metà degli anni '30 hanno rivelato che il tumulo è costituito da un solido nucleo di legno ricoperto di terra e torba. Al suo interno sono stati rinvenuti alcuni reperti risalenti all'VIII e al X secolo, ma non sono stati trovati né resti umani né ossa. Secondo un'altra ipotesi il tumulo è di origine celtica e risale al II-I secolo a.C. Al tumulo sono state associate pure origini mitologiche: si dice che sia stato eretto per onorare la morte del re Krakus, quando i cittadini in lutto riempirono le proprie maniche di sabbia e terra e le portarono sul sito del tumulo per creare una montagna che avrebbe dominato il territorio, come aveva fatto il re Krakus. In origine, quattro tumuli più piccoli circondavano il tumulo di Krakus, ma furono demoliti nel XIX secolo per creare la cinta muraria di Cracovia.

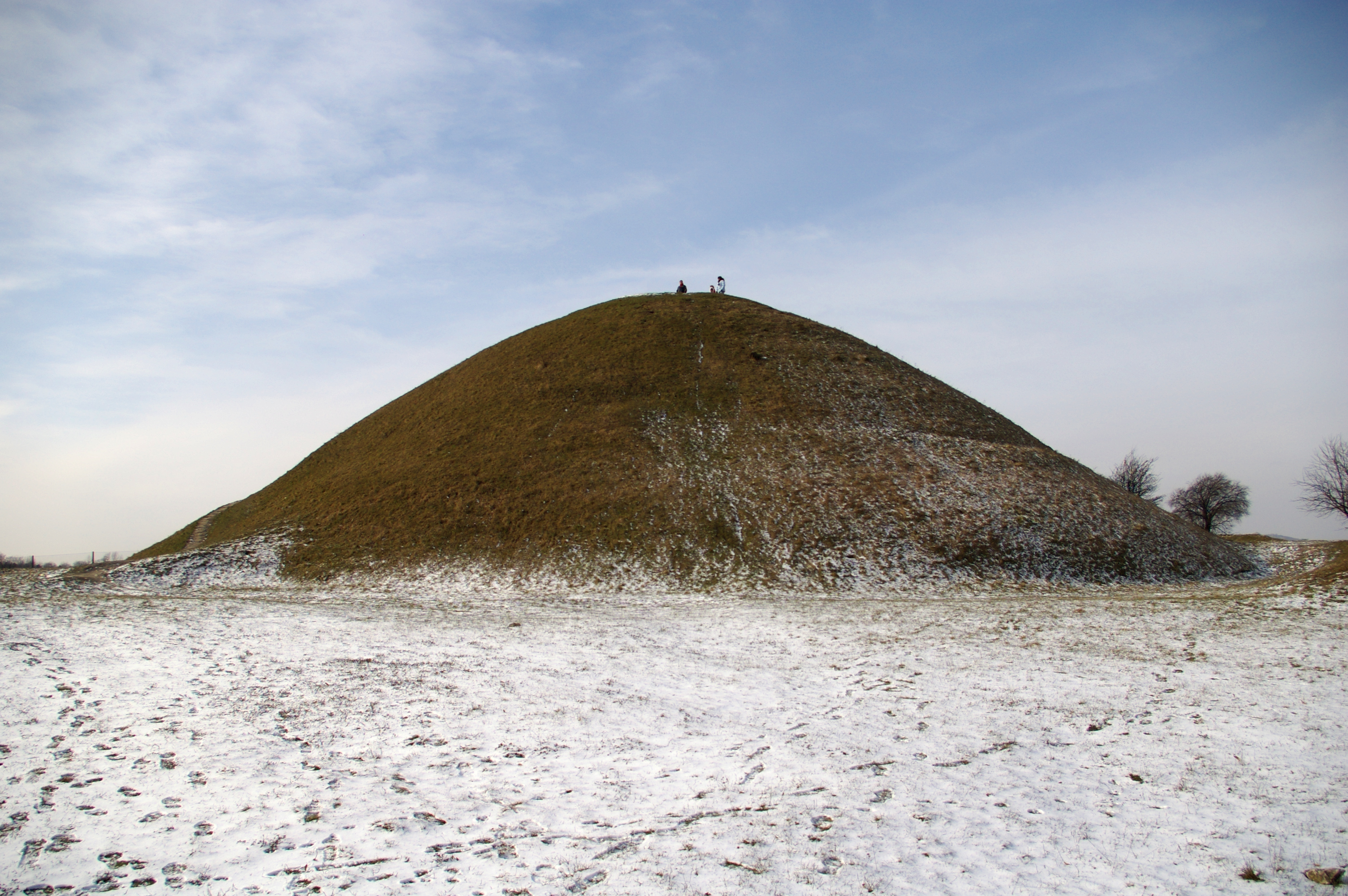
Tumulo di Krakus in inverno

Similmente ad altre strutture antiche, come Stonehenge, il tumulo di Krakus potrebbe essere stato costruito per ragioni astronomiche. Se ci si posiziona sul tumulo di Krakus e si guarda verso il tumulo di Wanda all'alba del mattino di Beltane, la seconda festa celtica più importante, si vedrà il sole sorgere direttamente sul tumulo di Wanda.
Fino alla metà degli anni '30 del XIX secolo, il primo martedì dopo Pasqua, sulle pendici del tumulo di Krakus si teneva ogni anno una festa popolare. È stato ripreso negli anni 2000 e si tiene nuovamente ogni anno.

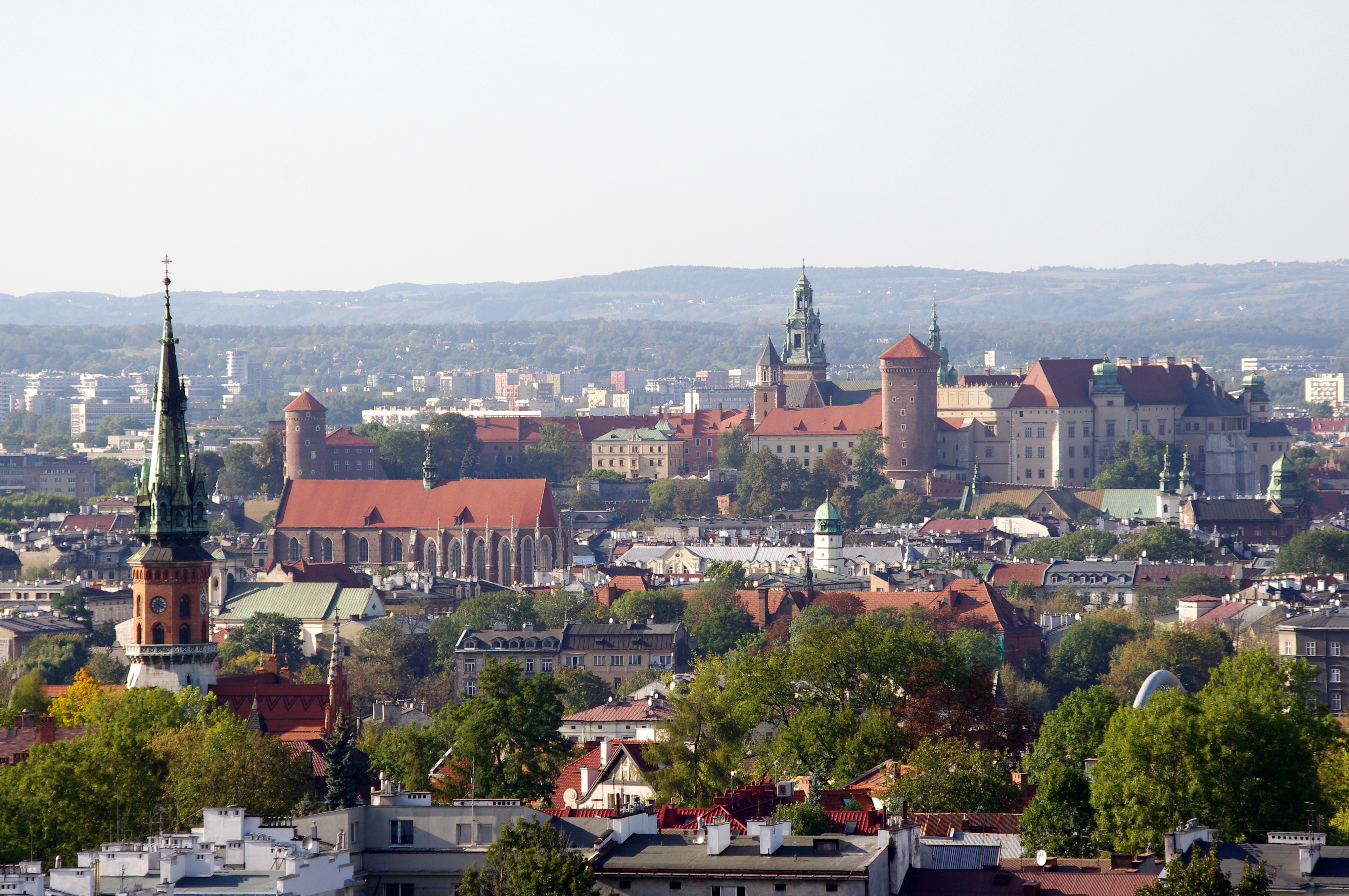
La vista dalla cima del tumulo di Krakus